# Get Back (пісня Лудакріса)
«Get Back» — пісня американського репера Лудакріса з його альбому The Red Light District, що вийшла 9 листопада 2004 року як перший сингл з альбому та досяг 13 місця в Billboard Hot 100 у січні 2005 року.

## Ремікс
Ремікс пісні за участю рок-гурту Sum 41 також вийшов як сингл, у якому набагато більше року та панку, ніж в оригінальній пісні. Версія «Sum 41 Rock Remix» вийшла як бонус-трек з альбому на iTunes у Великобританії і на альбомі Sum 41 Chuck. Ремікс був також показаний у трейлерах фільмів Козирні Тузи і Будинок з паранормальними явищами 2.

## Список композицій

### Вініл
Сторона A
1. "Get Back" (Clean)
2. "Get Back" (Main)
3. "Get Back" (Instrumental)

Сторона B
1. "Put Your Money" (Clean)
2. "Put Your Money" (Main)
3. "Put Your Money" (Instrumental)[2]

### CD-сингл
1. "Get Back"
2. "Put Your Money" – DMX, Ludacris
3. "Get Back" [Rock Remix] – Lazyeye, Ludacris
4. "Get Back" [Multimedia Track]

### Sum 41 Rock Remix
1. "Get Back" (Sum 41 Rock Remix) (Ludacris)
2. "Pieces" Music Video (Sum 41)
3. "Number One Spot" Music Video (Ludacris)

## Чарти
| Чарт (2004–2005)                        | Найвища позиція |
| --------------------------------------- | --------------- |
| США (Billboard Hot 100)                 | 13              |
| США (Hot R&B/Hip-Hop Songs) (Billboard) | 9               |
| США (Rap Songs) (Billboard)             | 5               |
| США (Mainstream Top 40) (Billboard)     | 34              |
| США (Rhythmic) (Billboard)              | 9               |